# Diamond (Penal-Debe)
Diamond es una localidad de Trinidad y Tobago, que forma parte de la región de Penal-Debe.

## Geografía
La localidad abarca parte de la isla Trinidad y limita al norte con Esperance Village, al sur con Monkey Town, al este con Picton y al oeste con Phillipine.

## Demografía
Datos demográficos de la localidad de Diamond:
| Gráfica de evolución demográfica de Diamond entre 2000 y 2011 |
|                                                               |